# 長興任氏
長興任氏（チャンフンニムし、朝鮮語: 장흥임씨）は、朝鮮の氏族の一つ。本貫は全羅南道長興郡である。2015年の調査では、32,198人である（同系列の冠山任氏は5,386人）。
始祖は、中国紹興出身の任顥である。任顥は、中国宋で工部員外郎、吏部尚書を務めた後に高麗に帰化して長興に定着した。